# Egholtprisen
Egholtprisen er en dansk kulturpris, der uddeles årligt af Egholtfondet.
Prisen har til formål at støtte forfattere og kulturelle personligheder i Norden samt kulturelt arbejde på Sorøegnen. Uddelingen foregår ved et arrangement på Sorø Akademi. Siden 1997 har prisen været på 100.000 kr.

## Modtagere af prisen
- 1978: Anders Malling
- 1979: Poul Engberg
- 1980: Ole Sarvig
- 1982: Erik Aalbæk Jensen
- 1983: Cecil Bødker
- 1984: Knud Sørensen og Erik Aalbæk Jensen
- 1986: Karl Otto Meyer
- 1987: Tage Skou-Hansen
- 1988: Claus Bjørn, Jørgen Dickmann Rasmussen og Else-Marie Boyhus
- 1989: Sorø Kunstmuseum
- 1990: Ejvind Larsen
- 1991: Bjarne Reuter
- 1993: Mogens Hansen
- 1994: Poul Erik Søe
- 1995: Hanne Engberg
- 1996: Knud Vad
- 1997: Hanne-Vibeke Holst
- 1998: Anne Marie Løn
- 1999: Bjarne Nielsen Brovst
- 2000: Martin Christensen, Johan de Mylius og Søren Ryge Petersen
- 2002: Lone Hertz